# Squamarina
Squamarina is een geslacht van korstmossen behorend tot de familie Stereocaulaceae. De typesoort is Squamarina gypsacea.

## Soorten
Volgens Index Fungorum bevat het geslacht 34 soorten (peildatum november 2021):
| Soortnaam                                        | Auteur(s)                 | Publicatiejaar |
| ------------------------------------------------ | ------------------------- | -------------- |
| Squamarina albocretacea                          | (B. de Lesd.) Motyka      | 1996           |
| Squamarina antarctica                            | C.W. Dodge                | 1968           |
| Squamarina aspera                                | (Stizenb.) C.W. Dodge     | 1971           |
| Squamarina cartilaginea (Valse muurschotelkorst) | (With.) P. James          | 1980           |
| Squamarina charletyi                             | (Werner) Werner           | 1975           |
| Squamarina chondroderma                          | (Zahlbr.) J.C. Wei        | 1991           |
| Squamarina concrescens                           | (Müll. Arg.) Poelt        | 1958           |
| Squamarina crustacea                             | (Savicz) S.Y. Kondr.      | 2012           |
| Squamarina deminuta                              | (Müll. Arg.) C.W. Dodge   | 1971           |
| Squamarina diffracta                             | (Ach.) H. Kleinig         | 1966           |
| Squamarina dilabens                              | Motyka                    | 1996           |
| Squamarina dufourii                              | (Fr.) Motyka              | 1996           |
| Squamarina gypsacea                              | (Sm.) Poelt               | 1958           |
| Squamarina haysomii                              | C.W. Dodge                | 1970           |
| Squamarina incisa                                | (Fr.) C.W. Dodge          | 1971           |
| Squamarina kansuensis                            | (H. Magn.) Poelt          | 1958           |
| Squamarina lamarckii                             | (DC.) Poelt               | 1958           |
| Squamarina lentigera (Zeereepkorst)              | (Weber) Poelt             | 1958           |
| Squamarina muralis                               | (Schreb.) H. Kleinig      | 1966           |
| Squamarina natalensis                            | (Räsänen) C.W. Dodge      | 1971           |
| Squamarina nivalis                               | Frey & Poelt              | 1958           |
| Squamarina oleosa                                | (Zahlbr.) Poelt           | 1958           |
| Squamarina pachylepidea                          | (Hellb.) Poelt            | 1958           |
| Squamarina pamirica                              | N.S. Golubk.              | 1971           |
| Squamarina periculosa                            | (Dufour ex Schaer.) Poelt | 1958           |
| Squamarina placodina                             | (Zahlbr.) C.W. Dodge      | 1971           |
| Squamarina poeltii                               | Vänskä                    | 1985           |
| Squamarina provincialis                          | Clauzade & Poelt          | 1958           |
| Squamarina scopulorum                            | Haugan & Timdal           | 1992           |
| Squamarina serpentini                            | Poelt                     | 1975           |
| Squamarina squamulosa                            | (Nyl.) Follmann           | 1974           |
| Squamarina stella-petraea                        | Poelt                     | 1958           |
| Squamarina sulphurella                           | (Körb.) H. Kleinig        | 1966           |
| Squamarina versicolor                            | (Pers.) H. Kleinig        | 1966           |